# Hendrik de Winter

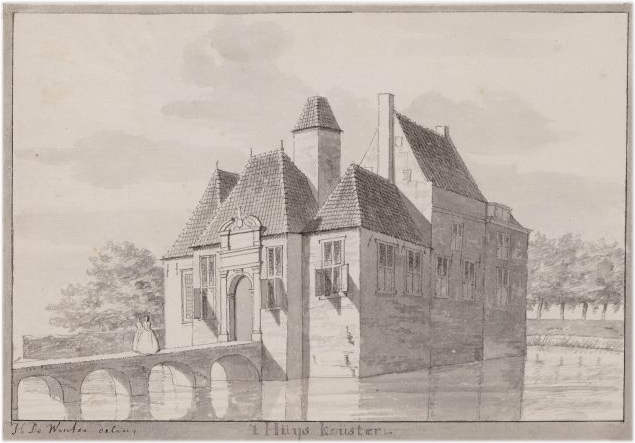
Hendrik de Winter: ‘t Huys Kouster

Hendrik de Winter (* 29. oder 30. August 1717 in Amsterdam; † 17. April 1790 ebenda) war ein niederländischer Zeichner und Kunsthändler.

## Leben
Hendrik de Winter war ein Schüler von Cornelis Pronk (1691–1759). Er war vor allem Architektur- und Prospektzeichner sowie Kunsthändler in Amsterdam (Philippus van der Schley and Hendrik de Winter). 1740–1742 war de Winter in Hamburg, Holstein und Lübeck tätig. Zu van der Schley siehe auch: Jakob van der Schley, den älteren Bruder und weiteren Geschäftspartner.